# Космос-2018
Космос-2018 је један од преко 2400 совјетских вјештачких сателита лансираних у оквиру програма Космос.
Космос-2018 је лансиран са космодрома Плесецк, СССР, 20. априла 1989. Ракета-носач Сојуз је поставила сателит у орбиту око планете Земље. Маса сателита при лансирању је износила 6600 килограма. Космос-2018 је био осматрачки сателит.